# سيسيليا مارجريت نيرن
سيسٍيٖلِيِيّا مٍاۤرجريت نيرن ولد كانت سيسيليا مارجريت كامبل (1791 - 4 يونيو 1857) رسامة ونمذجة شمع إيرلندية .   تخصصت في الرسم بالألوان المائية للمناظر الطبيعية ونمذجة الزهور.    عُرضت لوحات نيرن في الأكاديمية الملكية هيبرنيان من عام 1826 إلى عام 1851. 

## حياة مهنية

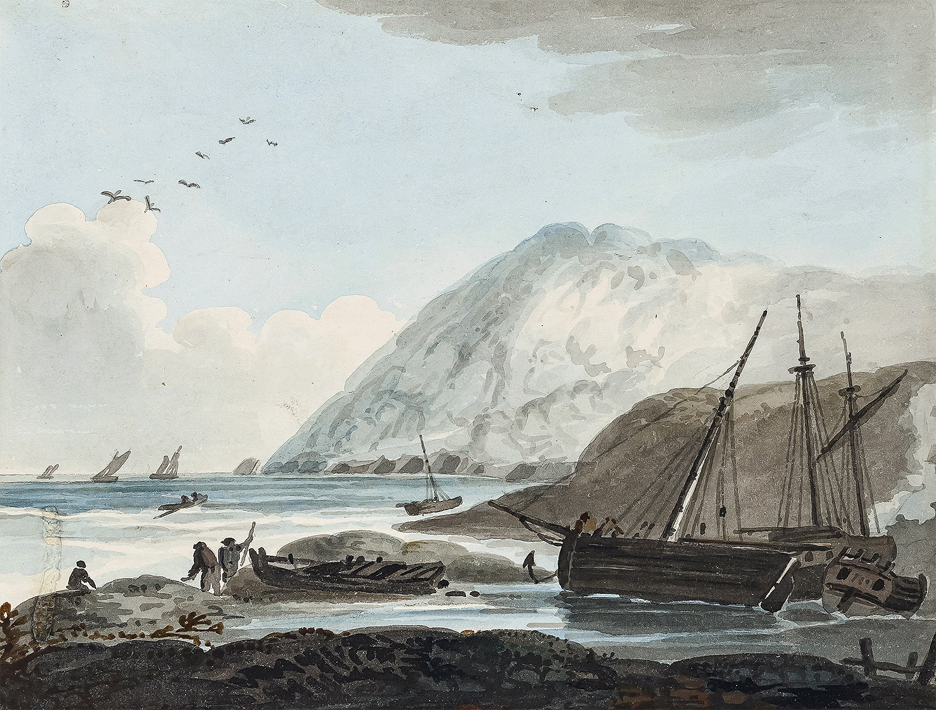
حبر نيرن والرسم بالألوان المائية ، براي هيد

كانت تلميذ والدها جون هنري كامبل (1757-1829) ، وهو نفسه رسام.  في سن الثامنة عشرة ، بدأت في عرض أعمالها من خلال العديد من المعارض. في عام 1809 ، أرسلت أعمالها إلى المعرض في شارع هوكينز في دبلن لمشاهدتها ؛ ساهمت باستمرار في هذا المعرض حتى عام 1821. بعد هذا الوقت ، ساهمت بشكل متقطع في عملها في الأكاديمية الملكية هيبرنيان من 1826 إلى 1847 في مدينتي كيلارني ويكلو.  

## الحياة والموت
تزوجت من رسام الخيول الأيرلندي جورج نيرن (1799-25 يناير 1850) ، وابنتهما كانت آنا لانجلي نيرن (1844-1848) ، وهي أيضًا رسامة.    بعد وفاة جورج بمرض مؤلم طويل في 25 يناير 1850 ، تبع ذلك وفاتها بسرعة ؛ توفيت في أوك هاوس ، باترسي في 4 يونيو 1850 عن عمر يناهز 65 عامًا 